# Charles Clark (Politiker, 1811)

Charles Clark

Charles Clark (* 24. Mai 1811 in Lebanon, Ohio; † 18. Dezember 1877 in Doro, Mississippi) war Gouverneur des Staates Mississippi sowie Generalmajor der Mississippi-Miliz und Brigadegeneral der Konföderierten Staaten von Amerika im Sezessionskrieg.

## Leben
1831 zog der aus Ohio stammende Clark in das Jefferson County in Mississippi, ließ sich als Rechtsanwalt nieder und betätigte sich in der Politik. Mehrere Jahre vertrat er die Interessen des Jefferson County im Repräsentantenhaus von Mississippi. Während des Mexikanisch-Amerikanischen Kriegs von 1846 bis 1848 organisierte er die Thomas Hinds Guards, eine Infanterie-Kompanie, die später Teil des 2. Freiwilligenregiments von Mississippi wurde. Nach dem Ausscheiden des Regimentskommandeurs Reuben Davis wurde Clark zu dessen Nachfolger ernannt.
Nach Kriegsende quittierte Clark den Dienst beim Militär, zog in das Bolivar County in Mississippi und betätigte sich weiter in der Politik. 1851 wurde er Mitglied der Verfassunggebenden Versammlung von Mississippi und war Gegner der Sezession. Als Mitglied der Whigs vertrat er das Bolivar County von 1856 bis 1861 im Repräsentantenhaus seines Staates. Bei Ausbruch des Bürgerkriegs änderte er seine Meinung über die Sezession und trat der Armee der Konföderierten bei.
1863, nach dem Fall von Vicksburg bei der Schlacht um Vicksburg vom 18. Mai bis 4. Juli 1863, war die Bevölkerung von Mississippi zweigeteilt über die Meinung zur Fortführung des Kriegs. Clark bewarb sich als Gouverneur und Kriegsbefürworter. Er gewann die Wahl und trat am 16. November 1863 sein Amt als Nachfolger von John J. Pettus an, das er bis zum 13. Juni 1865 behielt. An diesem Tag wurde er von seinem Büro weg von Truppen der Unionsarmee arrestiert und durch William L. Sharkey, einen bekannten Richter seiner Zeit und erklärten Sezessionsgegner, ersetzt. Seine Haftzeit verbrachte er im Fort Pulaski.
Nach seiner Freilassung ging er zurück in das Bolivar County, wo er seine Tätigkeit als Anwalt wieder aufnahm. 1876, nachdem die Wiederaufbauphase beendet war, wurde er zum Kanzler des 4. Gerichtsbezirks gewählt. Diese Position behielt er bis zu seinem Tod am 17. Dezember 1877.